# كارين ساندر
كارين ساندر (بالألمانية: Karin Sander)‏ هي نحّاتة ورسامة وفنانة ألمانية، ولدت في 1957 في Bensberg ‏ في ألمانيا.

## وصلات خارجية
- الموقع الرسمي
- كارين ساندر على موقع مونزينجر (الألمانية)